# José Moreno y Polo
Pedro José Moreno y Polo (La Hoz de la Vieja, 17 de julio de 1708-Madrid, 1773/4) organista y compositor español.

## Vida
Al igual que José Antonio Nebra Mezquita, padre de José de Nebra, José Moreno y Polo nació en La Hoz de la Vieja, en la provincia de Teruel, hijo de Pedro e Inés. Ambas familias mantenían buenas relaciones. Sus hermanos, Valero y Juan, fueron respectivamente maestro de capilla y organista de la catedral de Tortosa.
Probablemente se educó en La Seo de Zaragoza, en los infanticos, al igual que sus hermanos. En La Seo ocupó el cargo de organista segundo durante breve tiempo. Posteriormente, entre 1742 y 1743 trabajó a la vez de organista de la parroquia iglesia de San Pablo y en 1749 de Nuestra Señora de Portillo.
En 1751 se desplazó a Albarracín, donde, todavía con órdenes menores, fue nombrado maestro de capilla de la catedral en el 4 de mayo de 1751, en sustitución de Joseph Marco. En Albarracín se ordenaría como sacerdote.
En 1754 se desplazó a Madrid, donde ganó la oposición para 4° organista de la Capilla Real. Al morir Nebra en 1768, pasará a ser el organista 3°, el cargo que ocupaba hasta ese momento Miguel Rabasa.
Falleció en Madrid a los 75 años.

## Obra
Las composiciones de Moreno y Polo fueron numerosas, consistiendo principalmente en sonatas, salmodias y llenos.
En la Catedral de Albarracín se conservan:
- Rasgóse ya la esfera (1750), cantada al Santo Nacimiento con violines y a solo.
- A de los montes, a de las selvas (1750), villancico de Calenda al Santo Nacimiento a 6 voces, con violines y acompañamiento.
- Aves y flores (1751), villancico de Calenda al Santo Nacimiento a 6 voces, con violines y acompañamiento.
- Vaya Pastores (1751), villancico a cuatro voces con violines y acompañamiento al Nacimiento de Cristo.